# Вербич Святослав Олексійович
Святослав Олексійович Вербич (нар. 5 вересня 1971, с. Грибовиця, Володимирський район, Волинська область) — український мовознавець, науковець, старший науковий співробітник (2011), доктор філологічних наук (2017).

## Життєпис
Святослав Вербич народився 5 вересня 1971 року в селі Грибовиця, нині Нововолинської громади Володимирського району Волинської области України.
Закінчив Луцький педагогічний інститут (1994; нині Волинський національний університет імені Лесі Українки), аспірантуру Інституту української мови НАН України (1997). З 1997 року молодший науковий співробітник відділу лексикології, термінології та ономастики Інституту української мови НАН України. З 1999 — кандидат філологічних наук. У 2000–2006 — науковий співробітник цього ж відділу. У 2007–2021 — старший науковий співробітник відділу ономастики (з 2016 — відділ історії української мови та ономастики). З 2017 — доктор філологічних наук. З 2021 — провідний науковий співробітник відділу історії української мови та ономастики Інституту української мови НАН України.
Голова Української ономастичної комісії (з 2018). Відповідальний редактор щорічника «Повідомлення Української ономастичної комісії», бібліографічного покажчика «Українська ономастика» (2013).
Коло фахових зацікавлень: ономастика та етимологія, гідронімія, ойконімія, оронімія, мікротопонімія.
Автор понад 230 наукових публікацій, зокрема етимологічних словників «Гідронімія басейну Верхнього Дністра» (2007), «Гідронімія басейну Середнього Дністра» (2009), «Гідронімія басейну Нижнього Дністра» (2013), монографії «Гідронімія басейну Дністра» (2017), історико-етимологічного словника «Назви поселень Чернівеччини» (2019); посібника «Спілкуйся українською: практичні поради з офіційного мовлення» (2011), довідників «Граматика української мови» (2018), «Спілкуйся правильно українською» (2018), «Граматика української мови в таблицях за оновленим правописом» (2020). Автор-упорядник книг «Невідома Україна. Унікальні місця та споруди» (2019), «Скарби та реліквії України» (2020).